# Radu Duda
Radu Duda (Iași, 7 de junho de 1960), é o marido de Margarida da Romênia pretendente ao trono da Romênia, por ser filha e herdeira do rei Miguel I da Romênia. É o filho mais velho de René Corneliu Duda e de sua esposa, Gabriela Eugenia Constandache.